# Шильников, Николай Иванович
Николай Иванович Шильников (1891, Котельничский уезд, Вятская губерния — 30 июля 1959) — советский скульптор и педагог.

## Биография
Николай Шильников родился в 1891 году в Котельничском уезде Вятской губернии в крестьянской семье. Окончив Вятское реальное училище, поступил в Московское училище живописи, ваяния и зодчества. Там он учился у С. М. Волнухина и работал в его мастерской.
В 1914—1918 годах служил в армии. После демобилизации преподавал в Вятских художественных мастерских. В 1923 году вновь занялся скульптурой, выполнил памятник Степану Халтурину в Вятке. В 1926 году вступил в Ассоциацию художников революционной России, принимал участие в выставках этого объединения. Участвовал в выставках, посвящённых 10-летию и 15-летию РККА. Основной тематикой творчества Николая Шильникова была трудовая и воинская доблесть советского человека. Среди наиболее выразительных его скульптур «Матрос-красногвардеец», «Красные командиры», «Метростроевец», «Лётчик», «Милиционер». Он автор одного из вариантов скульптуры «Девушка с веслом».

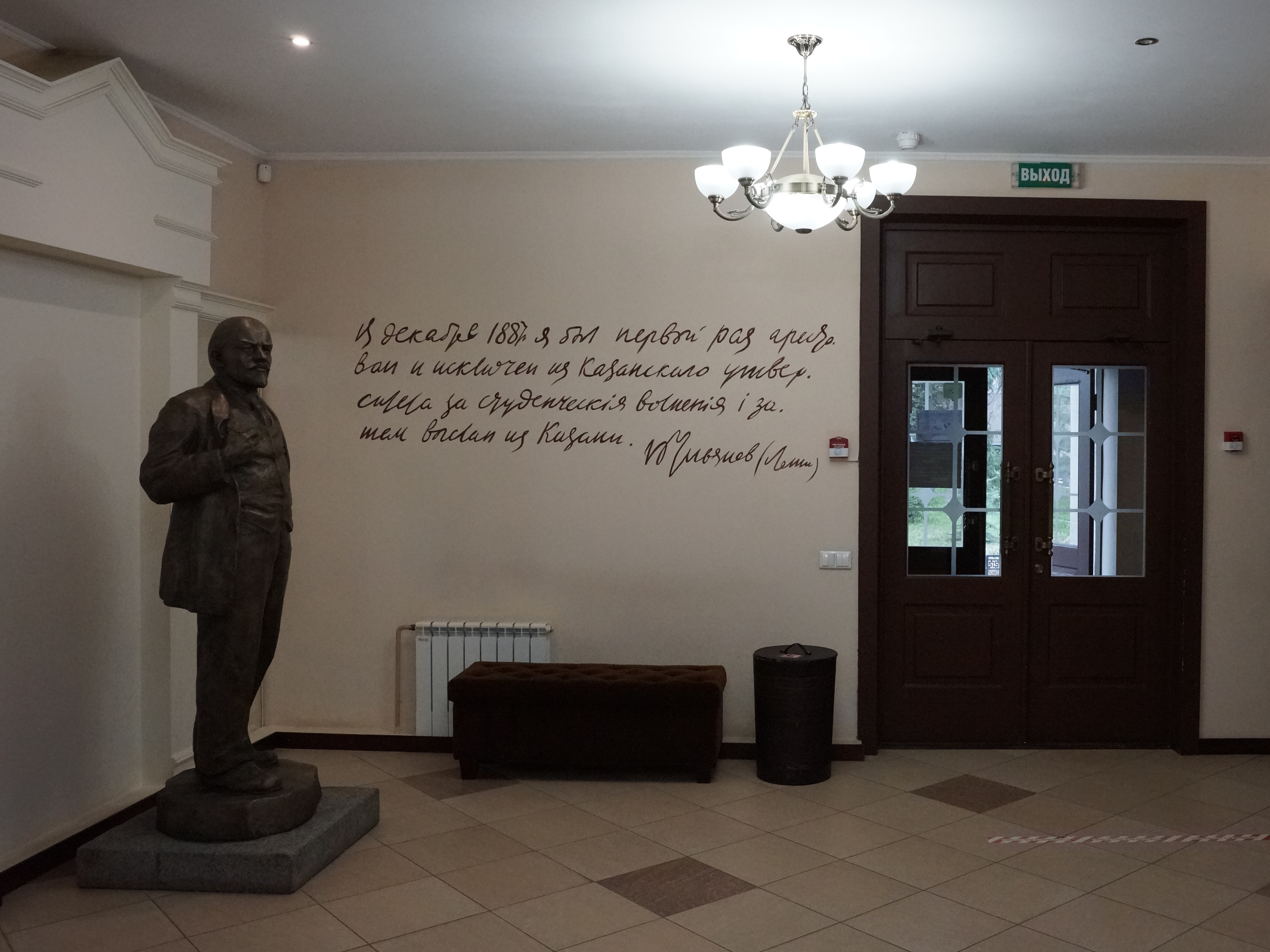
Памятник В. И. Ленину из Ленинского сада Казани работы скульптора Н. И. Шильникова

Уникальный памятник В. И. Ленину работы Николая Шильникова сохранился в Доме-музее В. И. Ленина в Казани. Изначально он был установлен в 1925 году в Ленинском саду к 5‑летию образования АТССР на замену бюсту В. И. Ленина. При изготовлении памятника были использованы данные Института мозга, проводившего обмеры тела Ленина после его смерти. Соблюдены размеры и пропорции фигуры и головы. Высота монумента соответствует точному росту вождя — 164 сантиметра. В 1977 году памятник был перенесён во двор школы № 4 в Школьном (Катановском) переулке, которая в то время носила имя Ленина. В 2008 году в здании школы разместилась кадетская школа-интернат, а монумент был передан в музей. После реставрации 2012—2015 годов памятник занял место в холле музея и встречает посетителей при входе.
По проекту Николая Шильникова были выполнены памятник И. В. Мичурину в Мичуринске и памятник А. Я. Пархоменко в Луганске. Совместно с И. А. Рабиновичем занимался скульптурным оформлением Яузского шлюза. Во время Великой Отечественной войны создал скульптурные портреты генерала В. И. Чуйкова, дважды Героя Советского Союза Г. Ф. Сивкова, художника А. М. Герасимова. Выполнил в дереве скульптуру «Семиклассник».
Николай Шильников — автор одного из типовых памятников В. И. Ленину, который был растиражирован по всей территории СССР в более чем 120 населённых пунктах страны. Из сохранившихся «шильниковских» памятников В. И. Ленину — во Владимире на Соборной площади, в Волгограде в сквере на проспекте им. В. И. Ленина перед зданием администрации области и другие.
Преподавал в Московском художественном институте имени В. И. Сурикова, был деканом скульптурного факультета.
Жил в Москве по адресу: улица Большая Молчановка, дом 8. Умер 30 июля 1959 года. Похоронен на Востряковском кладбище.

## Семья
Сын — Шильников, Сергей Николаевич (1922—2019) — художник, педагог, Заслуженный деятель искусств РСФСР.